# Вельбовка
Вельбовка (укр. Вельбівка) — село,
Вельбовский сельский совет,
Гадячский район,
Полтавская область,
Украина.
Код КОАТУУ — 5320481701. Население по переписи 2001 года составляло 1379 человек.
Является административным центром Вельбовского сельского совета, в который, кроме того, входят сёла
Запсельское,
Тёплое и
Тютюривщина.

## Географическое положение
Село Вельбовка находится на левом берегу реки Псёл,
выше по течению на расстоянии в 8 км расположено село Веприк,
ниже по течению на расстоянии в 1 км расположено село Сосновка,
на противоположном берегу — город Гадяч и село Малые Будища.
Река в этом месте извилистая, образует лиманы, старицы и заболоченные озёра.
К селу примыкает лесной массив урочище Гадячский Бор (дуб).
Рядом проходят автомобильные дороги Т-1705 и Т-1706.

## История
- 1750 — дата основания.

## Экономика
- «Вельбовка», ООО.
- Детский оздоровительный лагерь «Свитанок».

## Объекты социальной сферы
- Школа.

## Известные уроженцы и жители
- Тищенко, Николай Фёдорович (1893—?) — украинский историк, архивист.